# 象潟海岸
象潟海岸（きさかたかいがん）は、日本の秋田県にかほ市象潟にある海岸であり海水浴場（象潟海水浴場）である。

## 概要
江戸時代には「東の松島 西の象潟」と呼ばれ、松尾芭蕉が訪れた国の天然記念物である景勝地「象潟」の沿岸に位置する海岸である。かつてこの象潟の潟湖を形作った砂浜は入江状の遠浅で汀線1000mのロングビーチとして残り、日本の渚百選、日本の夕陽百選にも選出されている。海水浴場としては少なくとも大正時代から開設されていた記録があり、環境庁より透明度の高さなどを評価され2006年（平成18年）快水浴場百選に選出されている。

## 海水浴場
- 開設期間 ：7月下旬 - 8月中旬。
- 利用者数 ：年間約1万人。
- 利用料金 ：入場無料。
- 設備 ：公衆トイレ、シャワー、駐車場（約200台収容）。

## 交通アクセス
鉄道路線
JR東日本 羽越本線 象潟駅下車、徒歩約10分。
自動車道
日本海東北自動車道 金浦ICを下り、車で約5分。

## 周囲
- 道の駅象潟
- 象潟駅
- 蚶満寺